# Castell’Azzara
Castell'Azzara település Olaszországban, Toszkána régióban, Grosseto megyében. Lakosainak száma 1307 fő (2023. január 1.). Castell’Azzara Piancastagnaio, Proceno, Santa Fiora, Semproniano és Sorano községekkel határos.

## Fekvése
Santa Fiórától délkeletre fekvő település.

## Története
A település a 11. és 12. században alakult ki mint az Aldobrandeschi család birtokaként. Első írásos említése 1216-ból való, ekkor Castellum Lazzari néven volt említve. 1251-ben a várost Orvieto urai, majd a Baschi család szövetségesei foglalták el. Később Castell'Azzara  1356 június 21-én, ismét az Aldobrandeschiek birtokába került. 1356-ban Cecilia Aldobrandeschi és Bosio I Sforza házasságkötése után a város a Sforza-család birtokába, majd a 17. században a Toszkán Hercegség befolyása alá került. Olaszország egyesítésekor Grosseto megyéhez tartozott. A város független közösségé ismét csak 1915. március 21-én vált.

## Galéria

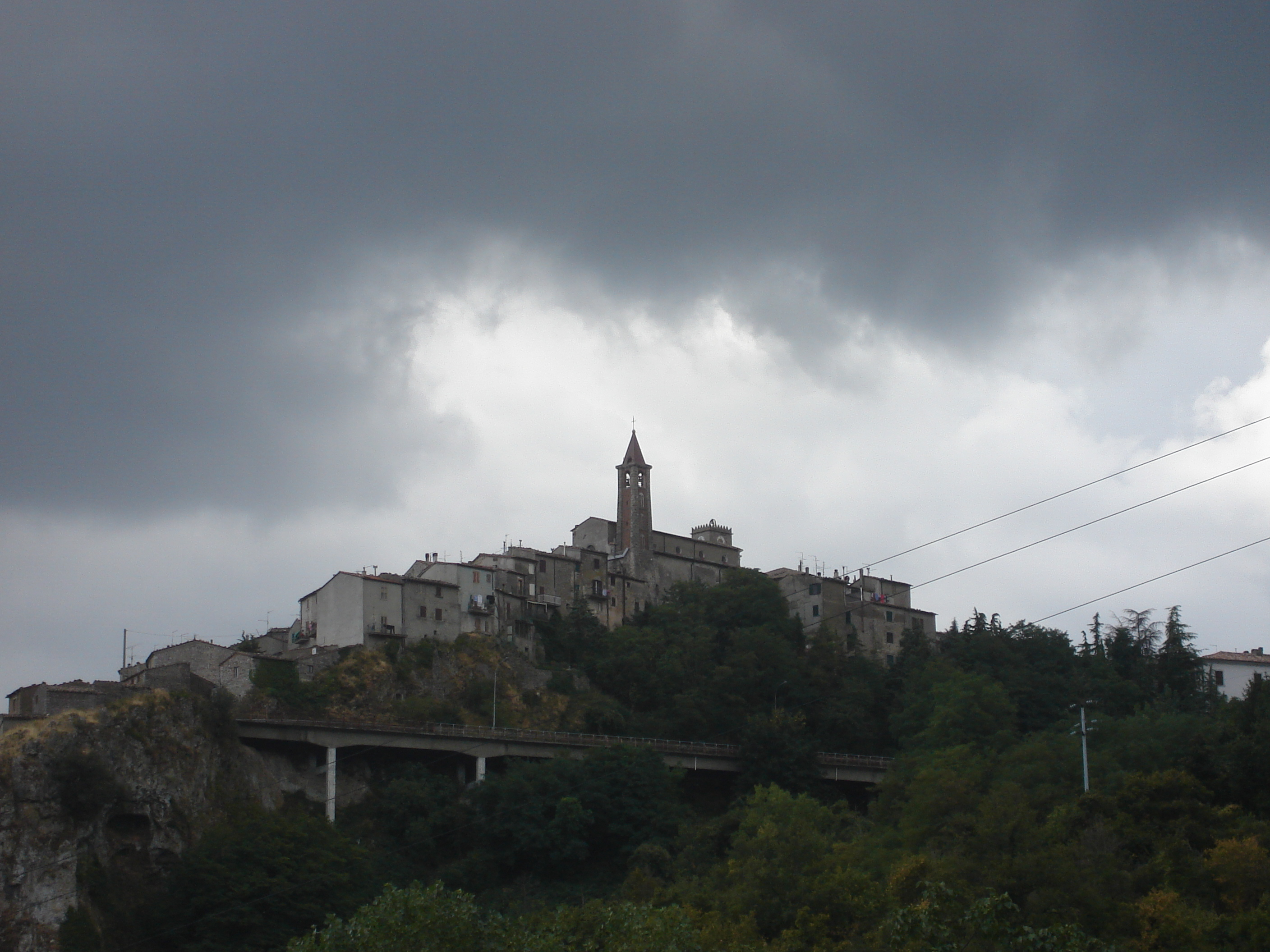
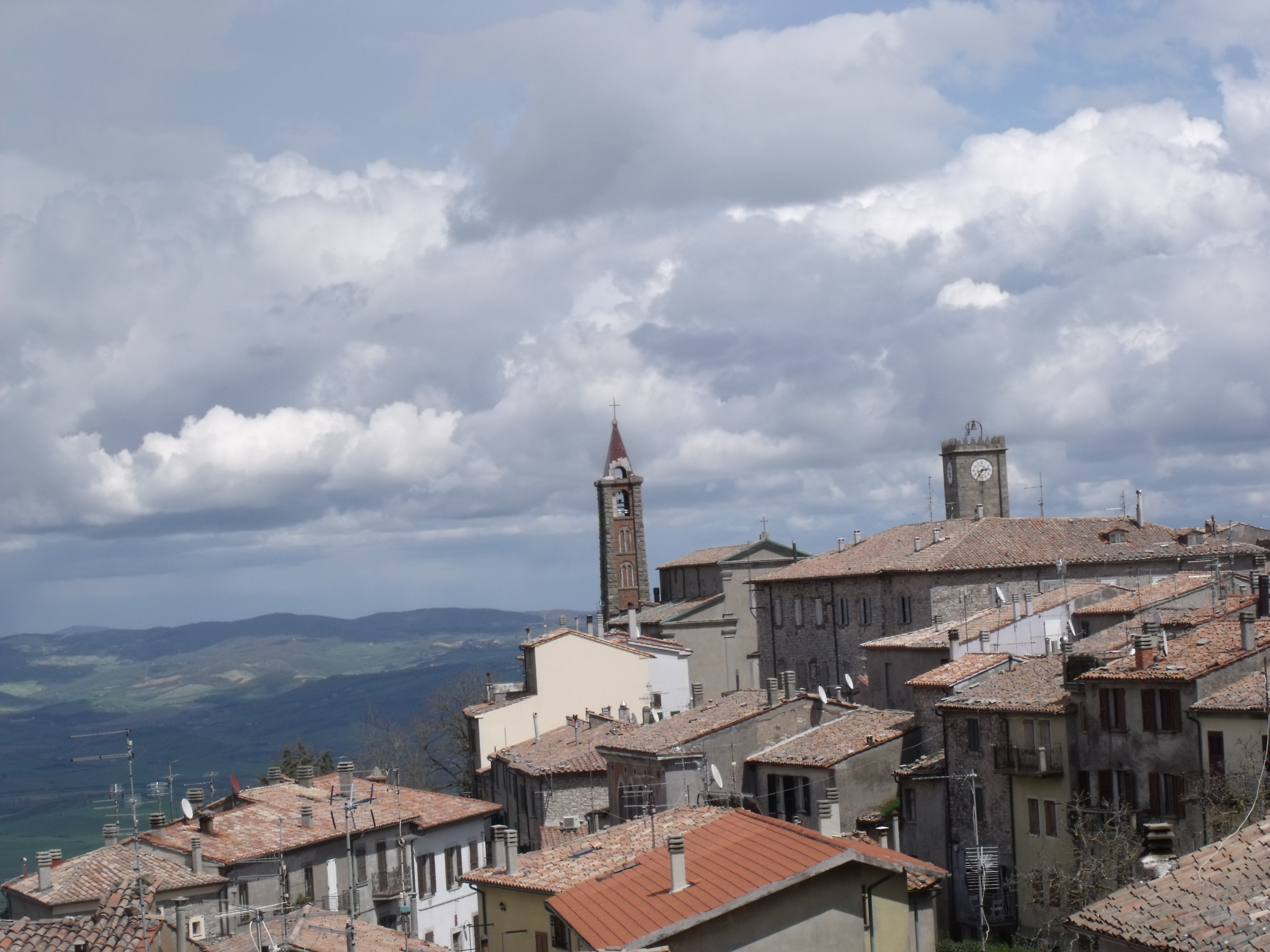
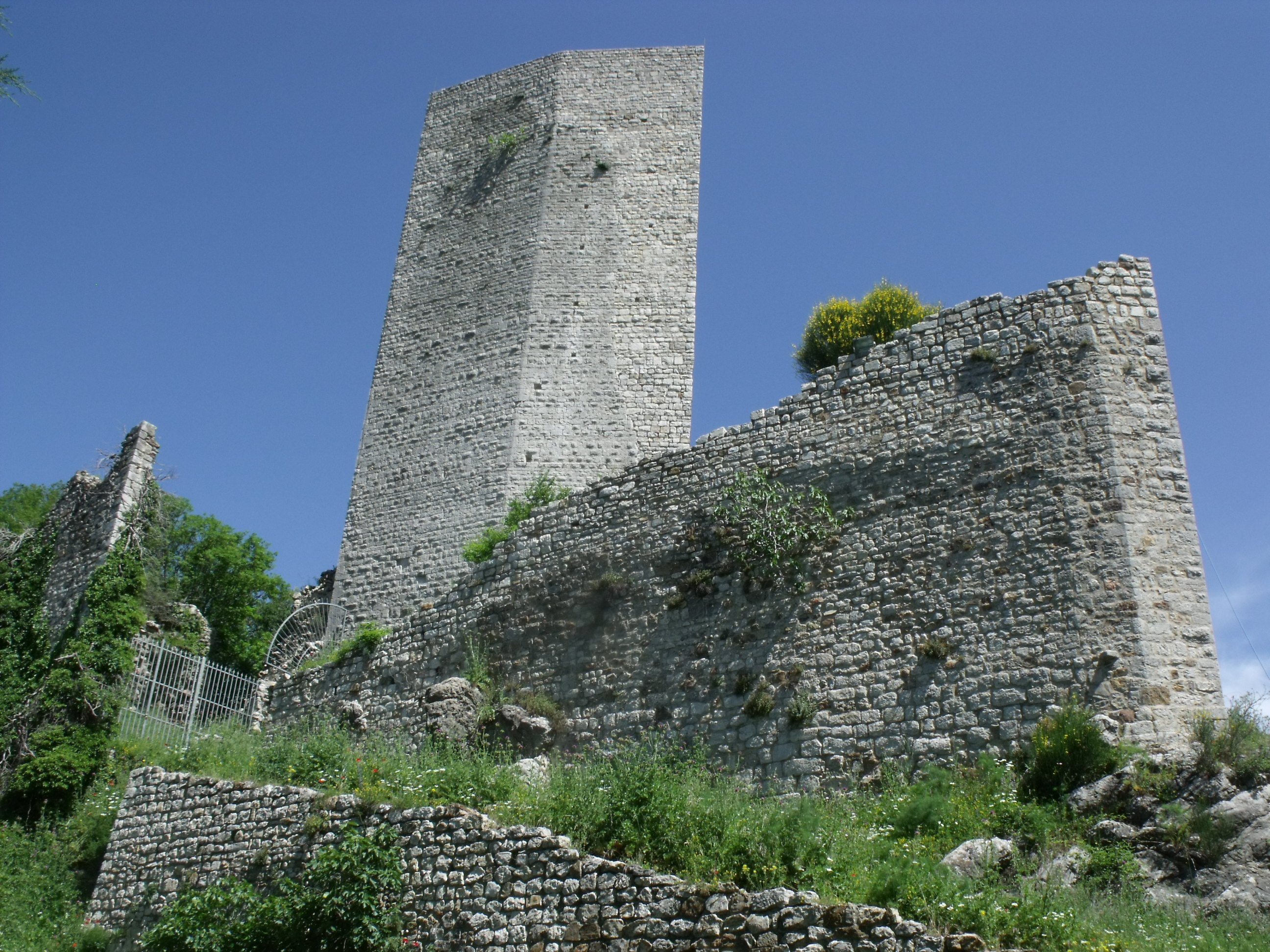
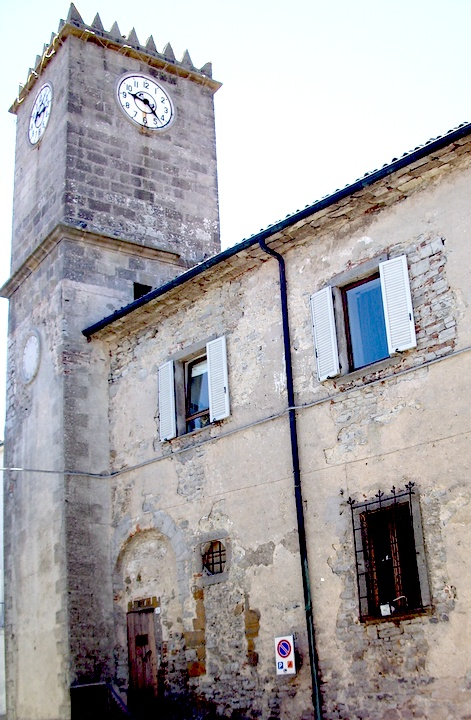
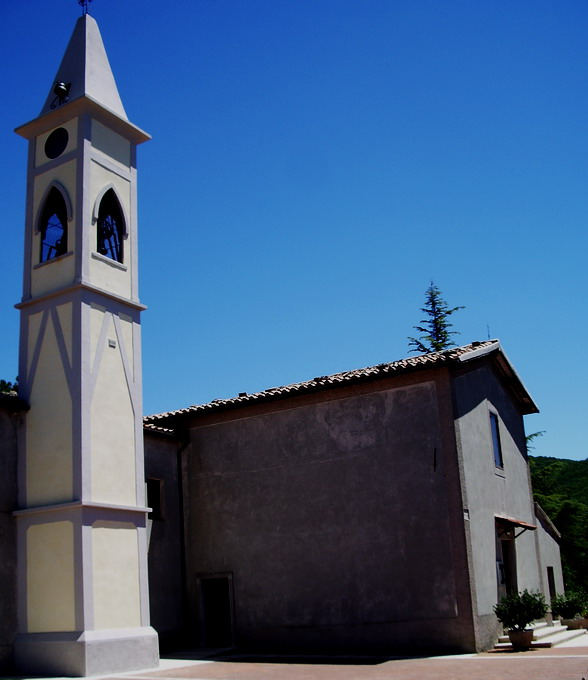
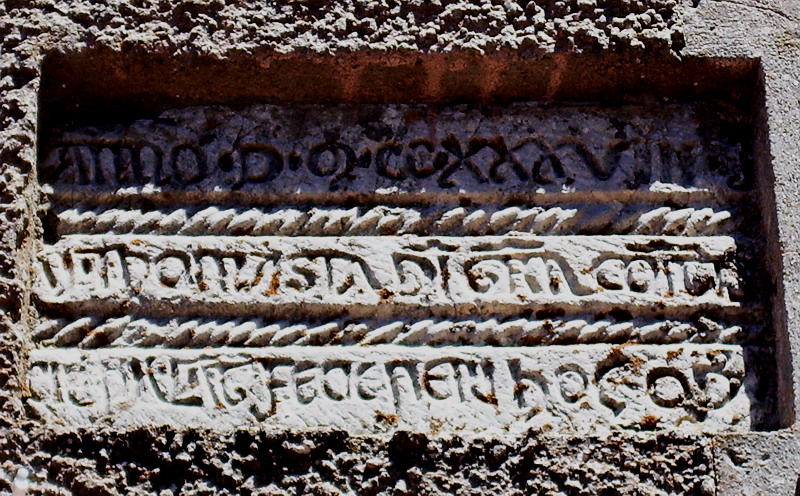
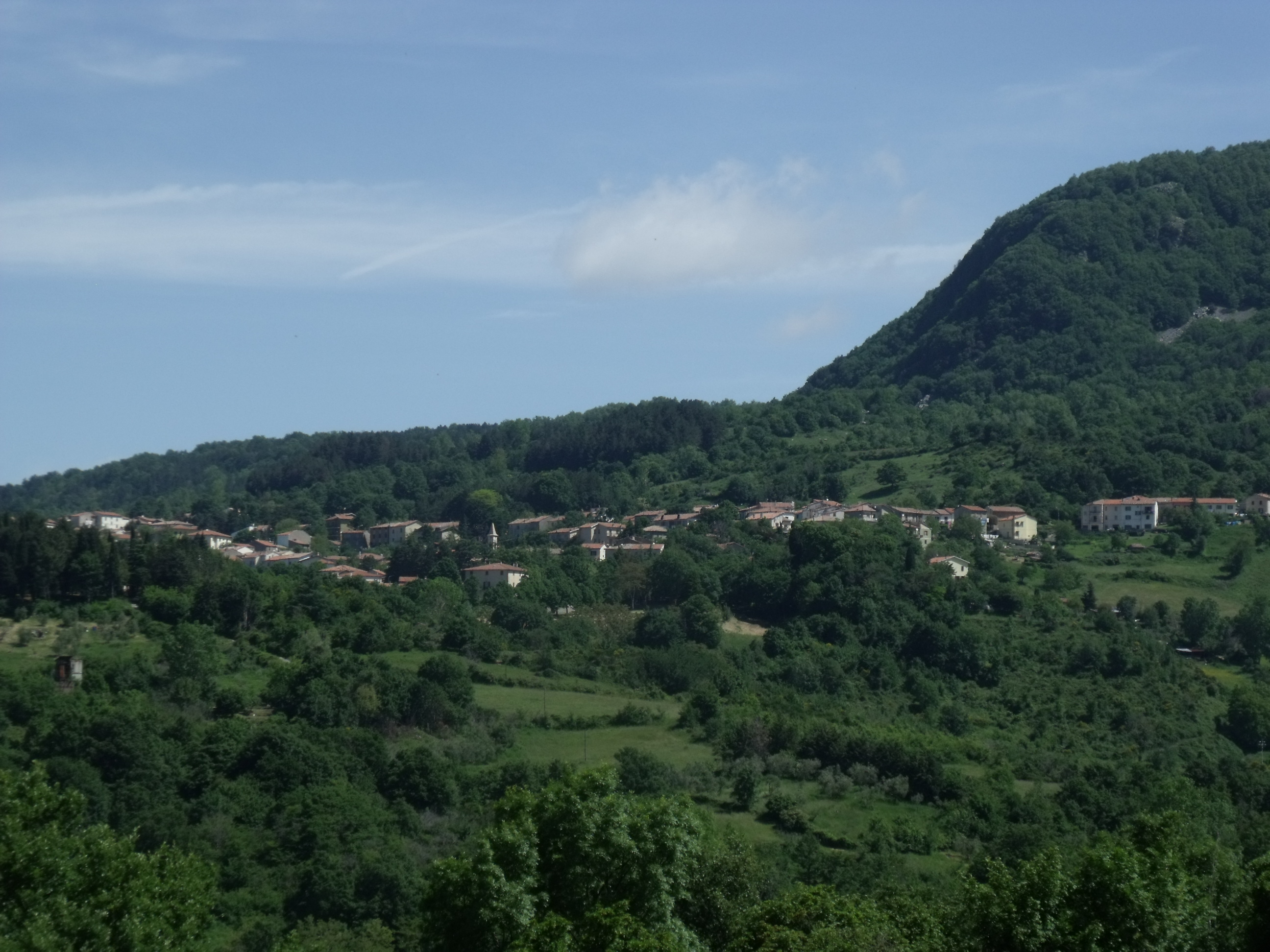
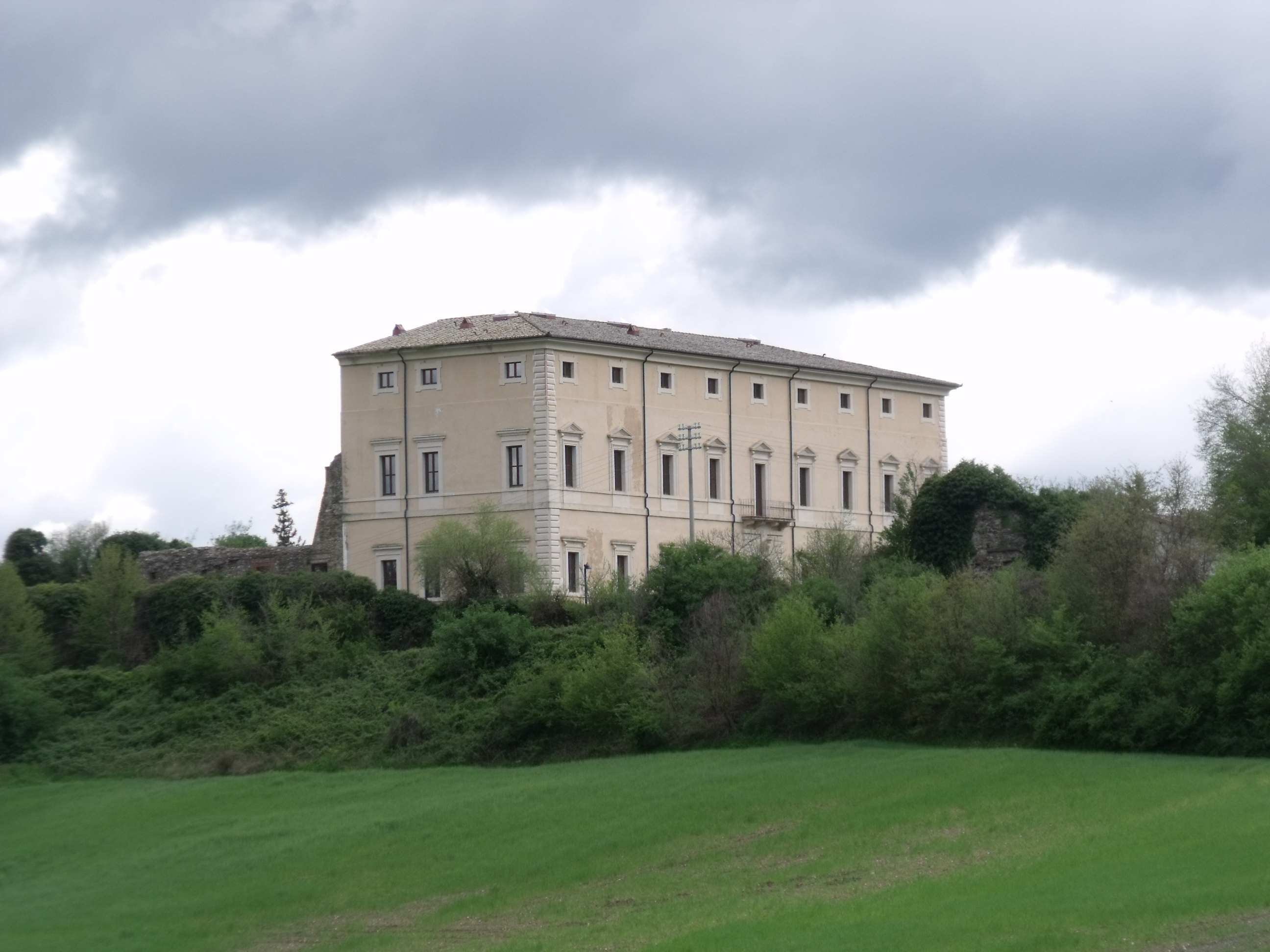
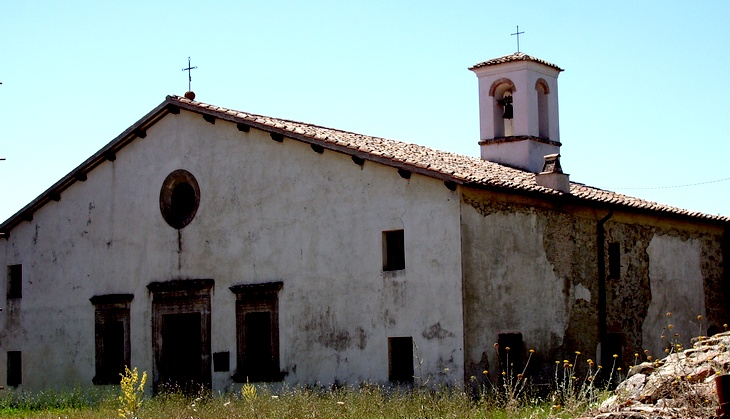